# 洪堡里弗蘭奇
洪堡里弗蘭奇（英語：Humboldt River Ranch）是位於美國內華達州潘興縣的普查規定居民點。

## 人口
根據2020年美國人口普查的數據，洪堡里弗蘭奇的面積為52.27平方千米，皆為陸地。當地共有人口249人，而人口密度為每平方千米4.76人。